# Svenja Puls
Svenja Puls es una deportista alemana que compitió en vela en la clase Europe. Ganó una medalla de oro en el Campeonato Mundial de Europe de 2007.

## Palmarés internacional
| Campeonato Mundial | Campeonato Mundial    | Campeonato Mundial | Campeonato Mundial |
| Año                | Lugar                 | Medalla            | Clase              |
| ------------------ | --------------------- | ------------------ | ------------------ |
| 2007               | Workum (Países Bajos) | Medalla de oro     | Europe             |